# バタフライ・ストローク
バタフライ・ストローク・株式會社（butterfly・stroke inc.）は、東京都中央区勝どきにある広告の企画制作会社である。1999年設立。

## 概要
サン・アド出身のアートディレクター、クリエイティブ・ディレクターの青木克憲が代表を務め、広告の企画制作の他に、Copet、Kami-Robo、ハットトリックス、にじぞうなどオリジナルキャラクターの版権管理とプロデュース、@btf、btf ANNEXなどショップ・ギャラリー運営などの活動を行う。

## 代表作

### 広告キャンペーン
- 吉野家・築地一号店物語
- キリンビール・カンパイ！！ラガー
- コカコーラ・クーマクールサマー2005
- サントリー・カクテルバーCM
- ラフォーレ・グランバザール
- オカモト・ベネトンコンドーム、オカモトコンドームズ
- キリンビバレッジ・生茶
- アイワ・Enjoy 100%,aiwa
- 本田技研工業・ホンダ・HR-V
- 読売巨人軍・ジャイアンツ1
- NTTドコモ・Foma901i
- フィールズ・七人の侍
- SONY・PSP 4U.
- カメラのキタムラ・カメラのキタムラCM
- SONY・PlayStation 3
- ギャガ・華氏911
- マネックスグループ・マネックスFX
- ハドソン・てくてくエンジェル
- ワコム・ファーボ
- NHN Japan・ハンゲーム
- リクルート・ケイコとマナブ
- クリムゾン・木村拓哉のT＆C
- シダックス・MOTHER FOOD
- J-PHONE・中田英寿のj-phone
- ビーナスフォート・オダイバーゲン
- ナイキ・トータルパフォーマンスリーダーシップ

### グラフィック
- 日本商工会議所・JAPANブランド
- LDH・EXILE GALLERY 2007
- 東京デザイナー学院・TDG
- UHA味覚糖・キシリックス
- PARCO・村上隆展

### ロゴ・デザイン
- パプリカ (曲)
- ULTRAMAN
- 吉野家創業120周年
- ULTRA50
- music.jp
- Sumally
- アンファー・スカルプD
- マネックスFX
- 読売ジャイアンツ・GIANTS エンブレム
- 日本映画衛星放送・「日本映画専門チャンネル」「時代劇専門チャンネル」
- トータル・ワークアウト
- センダイガールズプロレスリング
- みちのくプロレス
- インターネット博覧会
- ほぼ日刊イトイ新聞
- 中野裕通・hiromichi nakano

### CDジャケット
- 宇多田ヒカル・「This Is The One」「Prisoner Of Love」「HEART STATION」「光」「Distance」「Wait&See 〜リスク〜」「Can You Keep A Secret?」「UTADA HIKARU SINGLE CLIP COLLECTION VOL.2 UH2」
- 福山雅治・「5年モノ」
- globe・「globe2」
- TOKIO・「YESTERDAY & TODAY」
- 村八分
- Say a Little Prayer・「小さな星」「a day」「like」「11pieces」「best」

### キャラクタープロデュース
- Copet
- Kami-Robo
- ハットトリックス・東京カニコ
- にじぞう

### ショップ・ギャラリー
- 東京都中央区勝どき @btf
- 東京都中央区新富 btf ANNEX

## 関連人物
- 青木克憲